# Marcílio Guerra
Marcílio Guerra (São Paulo, 16 de julho de 1932 – Ferraz de Vasconcelos, 25 de fevereiro de 1976) foi um futebolista brasileiro que atuava como atacante.

## Carreira
Começou sua carreira no XV de Piracicaba, onde atuou entre 1953 e 1957. Quando atuava pelo clube, foi o único jogador do interior a estampar a capa da revista A Gazeta Esportiva Ilustrada.
Foi aos Jogos Olímpicos de 1952, como reserva de Vavá.
Entre 1953 e 1954, atuou pelo Corinthians, onde estreou em 21 de abril de 1953 na vitória sobre o Corinthians de Santo André por 5 a 2, em partida amistosa. Pelo clube, fez três jogos, marcou dois gols e ganhou a Taça Prefeitura Municipal de São Paulo em 1953.
Foi emprestado ao São Paulo em 1957, estreando em 26 de maio. Fez apenas três jogos pelo clube.
Transferiu para o Santos em 1957. Foi Campeão Paulista em 1958 e deixou o clube no ano seguinte.

## Títulos
Corinthians
- Taça Prefeitura Municipal de São Paulo: 1953

Santos
- Campeonato Paulista: 1958[9]

## Morte
Faleceu em 25 de fevereiro de 1976 em Ferraz de Vasconcelos.
Como homenagem, seu nome batiza o Ginásio Municipal de Esportes da cidade.